# Jonker Fransenoorlog

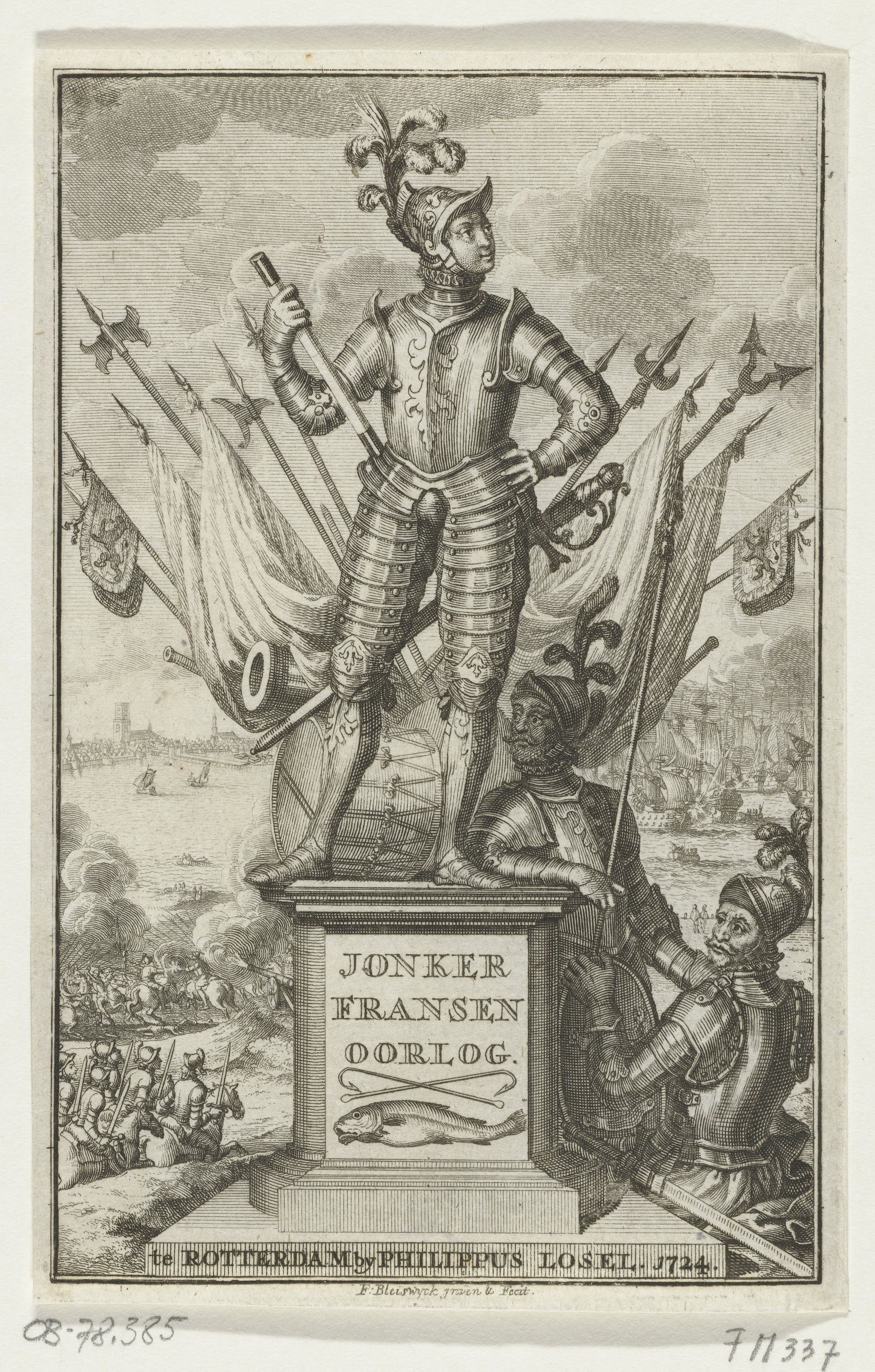
Jonker Frans van Brederode op een voetstuk, illustratie voor het kaft van het boek van C. van Alkemade, gravure van François van Bleyswijck uit 1724.

De Jonker Fransenoorlog vond plaats tussen 1488 en 1490 en was de laatste oprisping van de Hoekse en Kabeljauwse twisten. Een Hoekse minderheid veroverde begin november 1488 Rotterdam, en van daaruit werden pogingen ondernomen om steden en dorpen hoeksgezind te krijgen. Deze groepering werd geleid door Frans van Brederode (naamgever van deze oorlog), een jonkheer en afstammeling van een roemrijk adellijk geslacht.

## Achtergrond
Toen in 1483 de Stichtse Oorlog beslecht was, was de Hoeksgezinde beweging in de minderheid. Deze neergang in aanhang werd ingezet toen graaf Willem VI van Holland overleed in 1417. De conservatief ingestelde Hoeken werden vanaf 1484 merendeels overheerst door de Kabeljauwen. De Hoeken vonden hun toevlucht in plaatsen als Alphen, Montfoort, Zevenbergen en Sluis. Deze laatste stad werd een echt toevluchtsoord waar Hoeken en andere bannelingen zich konden vestigen. Zo konden de Hoekse edelen Jan van Naaldwijk, Jan en Zweder van Montfoort, Jan van Jaarsveld, Jan van Vliet, Walraven, Hendrik, Joris (de bastaard), Anthonius van Brederode en Walraven ('de bastaard') van Brederode, Jacob van Alkemade en Floris van Alkemade, Jan van Tetrode, Otto van Botland, Dirk van Hodenpyl, Cornelis van Treslong en Reynier van Broeckhuysen zich in Sluis vestigen.
In 1488 werd besloten een commissie in te stellen om een nieuwe leider der Hoeken te benoemen, omdat de Hoeken het niet eens waren met de aanstelling van Maximiliaan van Oostenrijk als regent der Nederlanden namens diens zoon Filips de Schone van Bourgondië. De belangrijkste edelen onder de Hoeken waren vooral de Brederodes wat het niet verrassend maakte dat uit die familie de nieuwe leider werd verkozen. Verder waren er nog de Naaldwijks en de Montfoorts die in mindere mate populair waren. De driekoppige commissie bestond uit Walraven II van Brederode, Jan van Naaldwijk en Zweder van Montfoort. Walraven II zat in een innerlijke tweestrijd om zelf het leiderschap op te nemen en dacht aan zijn studerende broer Frans. Deze werd in Leuven bezocht en overgehaald om mee te reizen naar Sluis. Daar werd besloten dat Frans de Hoeken mocht leiden.

## Campagnes
Op 13 november 1488 vertrok een vloot van 43 koggen, met aan boord een aantal vendels (circa 800 tot 1000 manschappen). Op 15 november voeren ze de Maas op en op 16 november landden ze bij Delfshaven, waar een grote groep aan land ging. Op 18 november nam deze groep via de Schiedamse Poort de stad Rotterdam in. Vanaf dat moment heerste er piraterij op de Maas en andere rivieren en werd het omringende land rond Rotterdam geplunderd.
Half december 1488 vertrok een eskader van 700 manschappen naar Schoonhoven. Half januari werd deze stad verscheidene malen bestormd, maar deze pogingen tot inname mislukten totaal. De mannen onder bevel van Jonker Frans staken tijdens hun plundertochten in 1488/1489, toen zij bedreigd werden door hun vijanden, Delfshaven en Schoonderloo in brand. De Hoeken namen het slot IJsselmonde in en de eerste schermutselingen met de stad Schiedam vonden plaats. Jan III van Montfoort wist in naam van Jonker Frans de stad Woerden te veroveren.
Maximiliaan van Oostenrijk keerde terug naar Holland en maakte plannen om Rotterdam te belegeren. De Hoeken deden in februari 1489 een poging om Schiedam in te nemen. Rond 11 februari 1489 werd begonnen me het Beleg van Rotterdam en omsingeld met afgesloten waterwegen door Jan III van Egmont, die op zeker moment 25.000 manschappen tot zijn beschikking had. Echter werd de stad niet ingenomen en duurde het tot eind juni voordat de stad overging bij "verdrag". De belegering had tot doel de vaarroutes af te sluiten en verdere plunderingen onmogelijk te maken. Er vonden brandstichtingen plaats in Crooswijk en Ouderschie (het huidige Overschie). 600 Hoeken voerden een aanval op de stad Delft uit, maar deze werd op tijd verhinderd door de stadswacht tijdens een man-tegen-mangevecht bij de Schie (mei 1489). Tijdens een strooptocht van de Hoeken ontstond in juni de slag op de Lek. Hierbij waren circa 200 Hoekse vendels aanwezig. Na de nederlaag van de Hoeken, wisten 350 Hoeken onder aanvoering van Jan van Naaldwijk op tijd te ontsnappen en namen de wijk naar Montfoort. In juli/augustus voerden Hoeken brandstichtingen en plundertochten uit in en rond 's-Gravenhage, Delfland, Vlaardingen en Maasland. Er vonden schermutselingen en aanslagen plaats in Leiden en Gouda. Het huis ter Poelgeest werd door de Hoeken ingenomen. In juni 1490 leden de Hoeken een zware nederlaag na een smokkeltocht bij de slag bij Moordrecht, langs en op de Hollandse IJssel. Het beleg van Rotterdam deed ondertussen de levensomstandigheden aldaar verslechteren.
Jan van Naaldwijk, bij de Slag bij Moordrecht gevangengenomen, werd in augustus/september vrijgelaten vanuit Dordrecht. Van Naaldwijk moest Rotterdam overreden zich over te geven. Jonker Frans van Brederode besloot een maand later overstag te gaan en verliet met een flink uitgedunde vloot Rotterdam. Kort daarop werden ook Woerden en Montfoort veroverd door Kabeljauwen.
Van Brederode hield zich op bij de Zeeuwse eilanden en stroopte daar de eilanden tot de Zwijndrechtse waard af. Stadhouder Jan III van Egmont besloot met een vloot richting Brouwershaven te varen en daar vond de zeeslag bij het gat van Brouwershaven plaats. Frans van Brederode werd gewond, waarbij hij te water raakte en zodoende gevangen kon worden genomen.
Met het gevangennemen van Brederode en enkele andere aanvoerders was de Jonker Fransenoorlog voorbij. Frans van Brederode werd overgebracht naar Dordrecht en in afwachting van zijn berechting opgesloten in de Puttoxtoren. Hij overleed echter in zijn cel aan zijn opgelopen verwondingen.

## Nasleep
Nadat Jonker Frans verdreven was en zijn strijd beëindigd, was in Rotterdam duidelijk te merken dat het dagelijks leven vrijwel stil lag; zo was de haringvloot grotendeels vernietigd en van de oorspronkelijk bewoonde huizen (1275) waren er nu nog maar 972 bewoonbaar. Er waren op dat moment (1490) nog maar 11 inzetbare schepen. Maar vergeleken met de omliggende steden als Delft - deze stad was de gehele vloot kwijtgeraakt - en Gouda, dat de helft van de woningen zag uitbranden, had Rotterdam een voorsprong en zou het uitgroeien tot de stad die het nu is.
De Hoekse en Kabeljauwse twisten werden voorgoed afgesloten met de ondertekening van een verdrag in 1492.

## In literatuur
- Het geheim van Rotterdam (1990) een jeugdboek van Thea Beckman, speelt zich af tijdens de Jonker Franssenoorlog.